# Ричфилд (Висконсин)
Ричфилд (енгл. Richfield) град је у америчкој савезној држави Висконсин.

## Демографија
По попису из 2010. године број становника је 11.300.
| Група             | 2000.    | 2010.          |
| Белци             | 0 (0,0%) | 10.834 (95,9%) |
| Афроамериканци    | 0 (0,0%) | 92 (0,8%)      |
| Азијати           | 0 (0,0%) | 126 (1,1%)     |
| Хиспаноамериканци | 0 (0,0%) | 162 (1,4%)     |
| Укупно            | 0        | 11.300         |